# 노치역
노치역(일본어: 野馳駅)은 일본 오카야마현 니미시에 위치한 서일본 여객철도 게이비 선의 철도역이다. 단선 승강장 1면 1선의 구조를 갖춘 지상역이다.

## 이용 현황
| 연도     | 하루 평균 | 연도     | 하루 평균 |
| 1999년도 | 82        | 2007년도 | 37        |
| 2000년도 | 71        | 2008년도 | 37        |
| 2001년도 | 65        | 2009년도 | 36        |
| 2002년도 | 53        | 2010년도 | 37        |
| 2003년도 | 46        | 2011년도 | 38        |
| 2004년도 | 43        | 2012년도 | 34        |
| 2005년도 | 44        | 2013년도 | 33        |
| 2006년도 | 43        |          |           |
| -------- | --------- | -------- | --------- |

## 역 주변
- 국도 제182호선

## 역사
- 1930년 11월 25일 : 산신 선의 연신 구간으로서 야가미 - 도조 간에 개업했던 때에 개설.
- 1937년 7월 1일 : 산신 선이 게이비 선의 일부가 되어, 이 역도 그 소속으로 한다.
- 1987년 4월 1일 : 일본국유철도 분할 민영화에 의해, 서일본 여객철도가 승계.

## 인접 역
| 서일본 여객철도 게이비 선 | 서일본 여객철도 게이비 선 | 서일본 여객철도 게이비 선 |
| ------------------------- | ------------------------- | ------------------------- |
| 야가미 니미 방면          | ■ 게이비 선               | 도조 히로시마 방면        |